# Compagnons de l'aventure 46
 (avril 2013).
Si vous disposez d'ouvrages ou d'articles de référence ou si vous connaissez des sites web de qualité traitant du thème abordé ici, merci de compléter l'article en donnant les références utiles à sa vérifiabilité et en les liant à la section « Notes et références ».
Les compagnons de l'aventure de 1946 sont les 148 enfants sélectionnés pour aller suivre des études en France sur une initiative de  Félix Houphouët-Boigny, futur président de la Côte d'Ivoire.

## Histoire
En août 1946, Félix Houphouët-Boigny, alors député PDCI-RDA de la colonie de Côte d’Ivoire, prend l'initiative d'envoyer des jeunes ivoiriens en France pour leurs études secondaires. Cette décision est motivée par l'absence d'établissements éducatifs adéquats en Côte d'Ivoire,.

### Sélection des participants
Les Directeurs des établissements d'enseignement sont invités à choisir des candidats parmi les meilleurs élèves du primaire et du secondaire, ainsi que des écoles professionnelles en Côte d'Ivoire. Au total, 148 enfants, dont 13 filles, sont sélectionnés.

#### Départ pour la France
En septembre 1946, les élèves sélectionnés sont rassemblés à Abidjan, mais le départ est retardé en raison de l'opposition de l'Administration coloniale. Grâce à l'intervention du Gouverneur André Latrille, le départ a lieu le 22 octobre 1946 sur la frégate F707 de la marine nationale française, appelée « Frégate l’Aventure ».

##### Voyage vers la France
Après une escale à Dakar, les enfants sont embarqués sur le paquebot Médie II en quatrième classe. Ils arrivent à Marseille le 8 novembre 1946. Les participants sont regroupés à la villa Sainte-Marguerite dans le quartier du Prado, puis répartis dans les lycées sélectionnés.

###### Vie en France
Les élèves ivoiriens s'adaptent rapidement à leur nouvelle vie en France. Ils sont accueillis par des familles françaises pendant les congés scolaires, et des colonies de vacances sont organisées par le ministère de la France d'Outre-Mer.

### Réussites et Impact
L'association des Compagnons de l'aventure de 1946 ne compte pas de bilan officiel, mais a pu identifier 33 diplômés d'études juridiques, 14 d'études littéraires, 21 d'études médicales, 11 ingénieurs, etc. L'initiative a également inspiré d'autres pays africains à envoyer des étudiants en France, et les familles africaines ont suivi l'exemple en prenant en charge le séjour de leurs enfants,.

#### Participants Notables
Quelques participants notables à l'aventure de 1946, tels que Jean Konan Banny, Bernard Dadié, Seydou Diarra, Barthélémy Kotchy, Auguste Laubet Daubrey,,, Jean Lorougnon Guédé
L'expérience des Compagnons de l'aventure de 1946 a joué un rôle significatif dans l'histoire de l'éducation en Côte d'Ivoire et a laissé un héritage durable en influençant d'autres initiatives éducatives en Afrique.